# 고성 장산리 허씨고가
고성 장산리 허씨고가(固城 章山里 許氏古家)는 대한민국 경상남도 고성군 마암면에 있는 건축물이다. 1985년 1월 23일 경상남도의 문화재자료 제115호로 지정되었다.

## 현지 안내문
사당과 안사당, 그리고 가옥 한채와 2층 건물로 구분된 구조이다.
사당은 조선 고종 2년(1865)에 세워 허씨 4대 선조의 위패를 모신 곳이다.
가옥은 1912년에 지은 집으로 손님 접대나 서재로 사용하고 있다. 2층 건물은 1912년에 지어 현재 집무실로 사용 중인데 가옥과 구름다리로 연결되어 있다.
안사당은 고종 22년(1885)에 지은 것으로 솟을대문 형식이며 대문 양쪽에 방이 있다. 예전에는 손님을 접대하였으나 지금은 사용하지 않는다.

## 지정 사유
이 사당은 조선 고종 2년(1865)에 세워져 허씨 4대 선조의 위패를 모신 곳이다.
사당과 안사당, 그리고 가옥 한채와 2층 건물로 구분된 구조로, 조선말(1800년대)에서 일제시대에 걸쳐 나타난 한식전통가옥과 화식주택이 혼합된 대표적인 가옥으로써, 건축구조형식과 건축재료 및 평면 구성이 복합적으로 표현되고 있다.
건물배치는 안채, 안사랑채, 바깥 사랑채, 솟을대문, 가묘, 광 등으로 구성되었으나, 정면 4칸 초가집의 안채는 퇴락하여 헐리고 초석과 기단이 남아 있다. 안사랑채는 앞면 5칸, 옆면 2칸, 한식토기와의 우진각지붕으로 안채 전면에 나란히 배치되어, 안사랑채 뒷면의 안마당은 앞면과 사랑마당으로 구분되어 독립된 대청공간을 배치한 평면구성을 이루고 있다.
가옥은 1912년에 지은 집이고 손님 접대나 서재로 사용하고 있다. 2층 건물은 1912년에 지어 현재 집무실로 사용 중인데 가옥과 구름다리로 연결되어 있다.
안사당은 고종 22년(1885)에 지은 것으로 솟을대문 형식이며 대문 양쪽에 방이 있다. 예전
에는 손님을 접대하였으나 지금은 사용하지 않는다.
ㄱ자형 평면의 바깥사랑채와 2층 구조의 광은 화식목조 건물로 화식 평기와의 우진각지붕으로 되어있다.솟을대문 및 가묘는 한식목조 건물로 전형적인 전통가옥의 배치형식과 조형미를 보여 주고 있다

## 참고 자료
- 고성 장산리 허씨고가 - 국가유산청 국가유산포털